# Auxerre
Auxerre [oˈsɛʀ] (lateinisch: Autissiodorum oder Autessiodorum) ist Hauptort (chef-lieu) des Départements Yonne in der französischen Region Bourgogne-Franche-Comté. Die Stadt hat 35.236 Einwohner (Stand 1. Januar 2022). Aus der Gegend um Auxerre stammt die Rebsorte Auxerrois.

## Geografie

### Lage
Die Gemeinde Auxerre liegt im nordwestlichen Teil der Region Burgund-Franche-Comté, im Zentrum des Departements Yonne. Sie wird von der Yonne durchquert, einem Nebenfluss der Seine, der das Departement von Süden nach Norden durchzieht. Die Gemeinde liegt im Norden Burgunds (französisch Bassebourgogne), einer Region mit Sedimentflächen und am Ende des Pariser Beckens.
Auxerre ist von vielen Gemeinden umgeben: Augy, Champs-sur-Yonne, Chevannes, Monéteau, Perrigny, Quenne, Saint-Georges-sur-Baulche, Venoy, Villefargeau, Villeneuve-Saint-Salves gehören zum Gebiet von Auxerre. Escolives-Sainte-Camille und Jussy liegen auf dem Gebiet der Communauté de communes du Pays Coulangeois.
| Perrigny                               | Monéteau                                | Villeneuve-Saint-Salves |
| Saint-Georges-sur-Baulche Villefargeau | Kompass                                 | Venoy Quenne            |
| Chevannes                              | Vallan, Jussy, Escolives-Sainte-Camille | Augy Champs-sur-Yonne   |

| Stadt        | Troyes | Dijon  | Orléans | Paris  | Besançon | Nancy  | Lyon   | Lille  | Strasbourg | Nantes | Bordeaux | Montpellier | Toulouse | Marseille |
| Ent- fernung | 78 km  | 142 km | 143 km  | 169 km | 225 km   | 255 km | 300 km | 365 km | 377 km     | 429 km | 515 km   | 575 km      | 585 km   | 611 km    |

### Geologie und Relief
Auxerre liegt teilweise auf einem niedrigen Hügel mit Blick auf die Yonne.
Die Fläche der Gemeinde beträgt 4995 ha, von denen ein Teil nicht bebaut ist; sie liegt auf einer Höhe zwischen 93 m und 217 m.

### Hydrographie

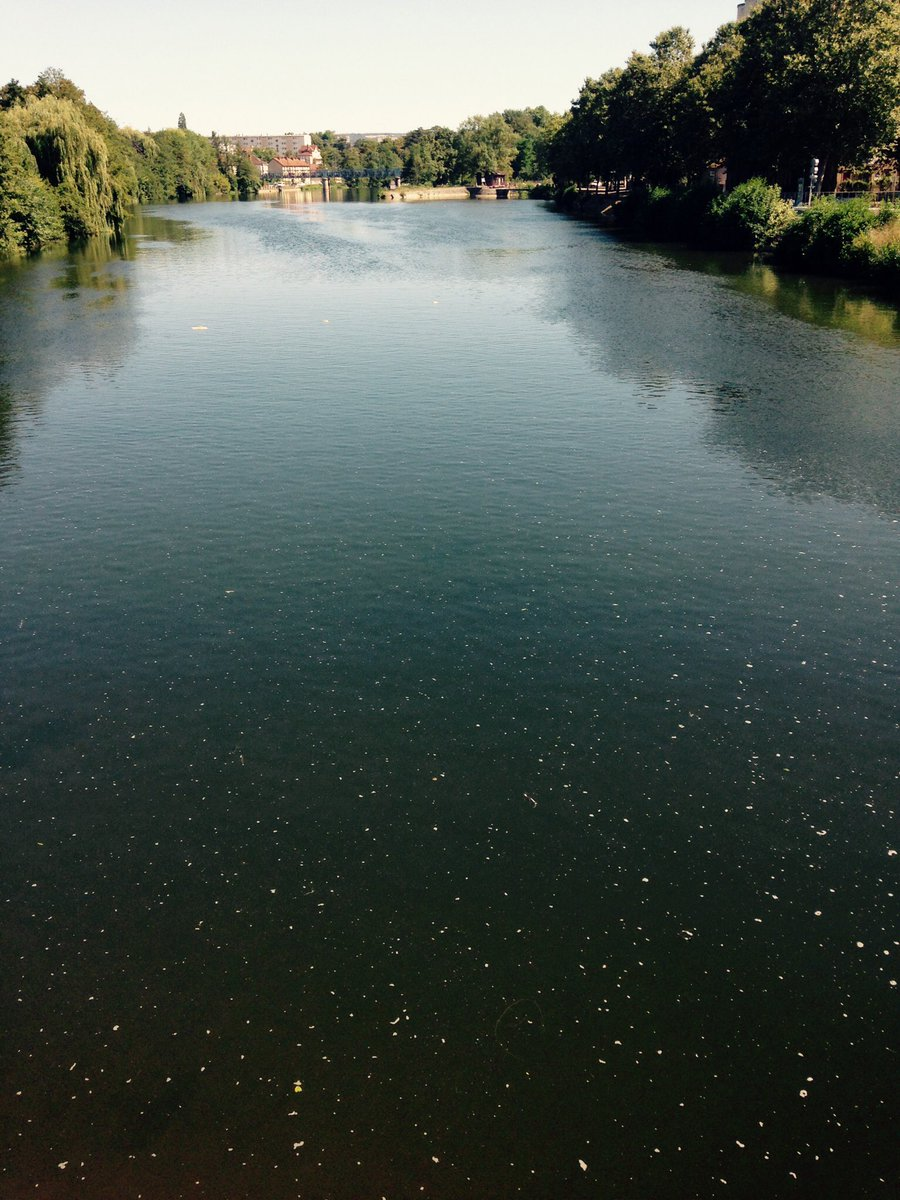
Flusslauf der Yonne.

Die Yonne fließt von Süden nach Norden und bildet die Grenze zu den Gemeinden Champs-sur-Yonne und Augy, bevor sie das Gebiet der Stadt Auxerre durchquert; sie fließt dann über Monéteau weiter.
Unterwegs kommen mehrere kleine Nebenflüsse hinzu. Stromaufwärts von Auxerre mündet der Bach Quenne am rechten Ufer bei der Mühle von Preuilly und danach der Bach Vallan am linken Ufer bei der Mühle Batardeau. Stromabwärts kommt der Bach Caillottes mit der Biaunes zur Yonne. An der östlichen Gemeindegrenze verläuft das Flüsschen Sinotte.
Der Bach von Valan liefert das sauberste Wasser in der Umgebung von Auxerre, denn das Wasser der anderen Zuflüsse ist weniger gut. Auf dem Hügel war die einzige Wasserquelle der Teich Saint-Vigile (Der inzwischen verschwunden ist, nur eine Straße in der Nähe der Präfektur trägt seinen Namen.) und der Brunnen Saint-Germain.

### Klima

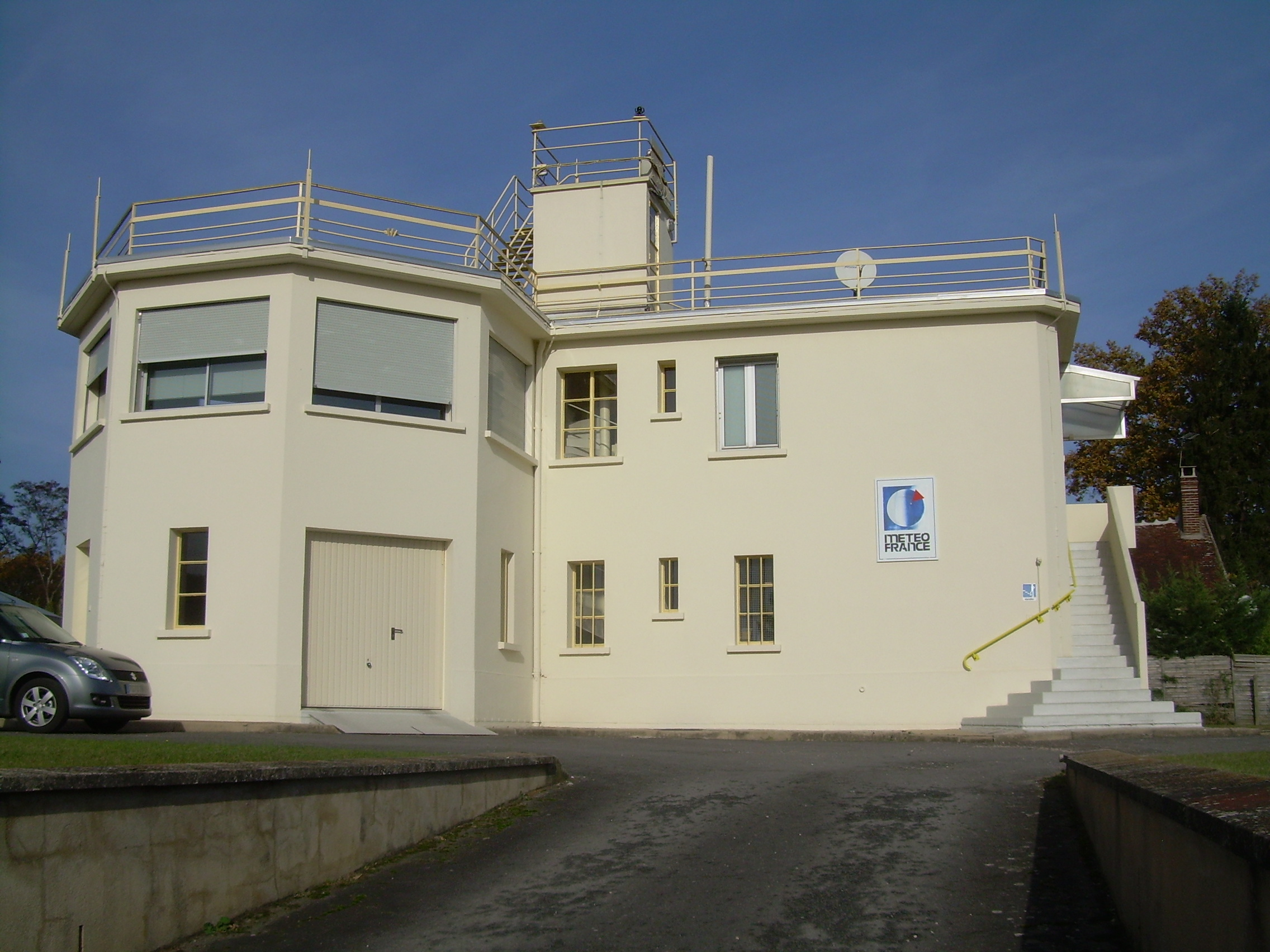
Ehemalige Wetterstation (2013 geschlossen) des Centre Météo-France de l'Yonne bei Saint-Georges-sur-Baulche nahe Auxerre

Im Pariser Becken, im Herzen eines Tals auf beiden Seiten der Yonne gelegen, ist das Klima gemäßigt, auch wenn es dem rauen kalten oder heißen Wetter nicht entgeht.

## Geschichte

### Antike
Auxerre, das in der Antike den Namen Autessiodurum trug, war eine Stadt der Senonen und wird von Caesar in seinen Kommentaren noch nicht erwähnt; es scheint erst nach der römischen Eroberung Galliens an Bedeutung gewonnen zu haben. In der Kaiserzeit gehörte es zur römischen Provinz Gallia Lugdunensis. Eine Weiheinschrift für Icauna, die Flussgöttin der Yonne, wurde hier im 18. Jahrhundert gefunden, gilt jedoch heute als verschollen. Die Via Agrippa reichte ebenfalls an die Siedlung heran. Ruinen und andere Altertümer aus gallo-römischer Zeit blieben in geringem Ausmaß erhalten.
Bereits seit dem späten 3. Jahrhundert war die Stadt Sitz eines Bischofs, der seit dem Ende des 4. Jahrhunderts dem Erzbistum Sens unterstellt war. Als erster Bischof von Auxerre wird der heilige Peregrinus (franz. Pelerin) namhaft gemacht. Vor der Mitte des 5. Jahrhunderts erfuhr die Stadt durch das Wirken des Bischofs und Truppenführers Germanus von Auxerre eine erste wirtschaftliche und religiöse Blütezeit. 451 wurde sie wohl von den Hunnen Attilas geplündert.
Internationale Bekanntheit in der Fachöffentlichkeit erreichte Auxerre im Jahr 1907 durch den Fund einer archaischen Statue im Musée Saint-Germain der Stadt: der Dame von Auxerre.

### Mittelalter
486 wurde Auxerre den Römern durch den fränkischen König Chlodwig entrissen. So gehörte es im Frühmittelalter zum merowingischen Besitztum. Dabei kam es zunächst nach Chlodwigs Tod (511) an Chlodomer, dann an Childebert I., Chlothar I., Guntram I. und 613 an Chlothar II.
584 fand in Auxerre ein von Bischof Aunaire (Aunacharius) abgehaltenes Konzil statt, über das 45 Kanones zur Kirchenzucht Aufschluss liefern. 695 gab es in der Stadt unter Bischof Tétrice ein über geistliche Amtsverrichtungen beratendes Konzil. Weitere Synoden tagten hier 1020 und 1147, letztere unter dem Vorsitz von Gilbert Porretanus, Bischof von Poitiers.
Im 9. Jahrhundert war Auxerre Sitz einer berühmten Klosterschule der Abtei Saint Germain, an der u. a. die Gelehrten Heiricus und Remigius wirkten.
Die Grafschaft Auxerre (Auxerrois) war bis 1005 Lehen der Herzöge von Burgund und befand sich danach als Lehen der Bischöfe von Auxerre fast zwei Jahrhunderte im Besitz des Hauses Monceaux, Grafen von Nevers. Landry war der erste dieser Grafen. In den 1160er Jahren ließ Wilhelm IV. die Stadtmauer erweitern, die nun auch jenseits der früheren römischen Befestigung gelegene Klöster und Vorstädte umgab. Sein Bruder Guido wollte hier Anfang der 1170er Jahre eine Kommune errichten, doch widersetzte sich der Bischof diesem Vorhaben. Guidos Erbtochter Agnes heiratete 1184 Peter II. von Courtenay, den späteren lateinischer Kaiser von Konstantinopel. Nach einem verheerenden Brand erhielt Auxerre von Peter II. 1188 einen Freibrief. Ferner ließ Peter die von Wilhelm IV. begonnene Umwallung fertigstellen. Peters Tochter Mathilde brachte die Grafschaft Hervé, Herrn von Donzy zu und bestätigte Auxerre 1223 ein erweitertes Stadtrecht.
Durch Heirat gelangte die Grafschaft Auxerre in der Folge nacheinander an die Häuser Châtillon, Bourbon, Burgund und Chalon. In der Frühphase des Hundertjährigen Kriegs attackierten die Engländer und deren Söldner im Januar 1358 Auxerre. Sie wurden zunächst zurückgeschlagen, doch bereits am 10. März 1358 eroberten sie die Stadt und plünderten diese. 1370 verkaufte Johann IV. von Chalon die Grafschaft Auxerre an den französischen König Karl V. Louis de Chalon focht zwar den Kauf an, doch verglichen sich die Streitparteien Anfang des 15. Jahrhunderts mit König Karl VI.
Im Kampf zwischen den Armagnaken und den Burgundern ergriffen die Bürger von Auxerre 1411 für den Herzog von Burgund, Johann Ohnefurcht, Partei. Am 22. August 1412 wurde hier unter dem Vorsitz des Dauphins ein Friedensvertrag zwischen den Herzögen von Burgund und Orléans abgeschlossen. 1435 fiel die Grafschaft Auxerre durch den Vertrag von Arras an Herzog Philipp den Guten von Burgund. Während der Ligue du Bien public zeigten sich die Einwohner Auxerres wenig beflissen, den dringenden Bitten des burgundischen Herzogs nachzukommen. Nach Karls des Kühnen Tod 1477 fiel die Grafschaft Auxerre endgültig an die französische Krone, obschon unter Widerspruch Marias von Burgund und später des Kaisers Maximilian.

### Neuzeit
Im Frieden von Madrid (1526) musste Auxerre an Kaiser Karl V. abgetreten werden, kam jedoch in den Friedensschlüssen von Cambrai (1529) und Crépy (1544) wieder an Frankreich zurück.
1561 erhielten die Bürger Auxerres das Recht zugestanden, alle zwei Jahre einen Bürgermeister zu wählen, der an der Spitze eines aus u. a. aus zwölf Schöffen zusammengesetzten Stadtrats stand. Im gleichen Jahr brachen religiöse Unruhen aus, die 1563 in gewaltsamerer Form wieder einsetzten. Im Oktober 1567 überrumpelten die Hugenotten die Stadt und plünderten die Kirchen, wurden aber im folgenden Jahr vertrieben. 1587 trat Auxerre der Heiligen Liga bei, und es kam zwischen den Anhängern der Liga und Royalisten zu Kämpfen. 1592 erschienen königliche Truppen im Auxerrois. Die Stadt unterwarf sich Heinrich IV. im April 1594. Im 17. Jahrhundert hatte sie unter mehreren Hungersnöten zu leiden. Während der französischen Revolution kam es in Auxerre am 19. August 1792 zu einem großen Tumult. Im Zuge der Niederringung Napoleons wurde Auxerre Anfang März 1814 vorübergehend von den Österreichern besetzt.
Im August 1944 wurde Auxerre von den Truppen des Generalmajors Leclerc befreit.
1972 vereinigte sich die Stadt mit der Gemeinde Vaux.

## Politik und Verwaltung

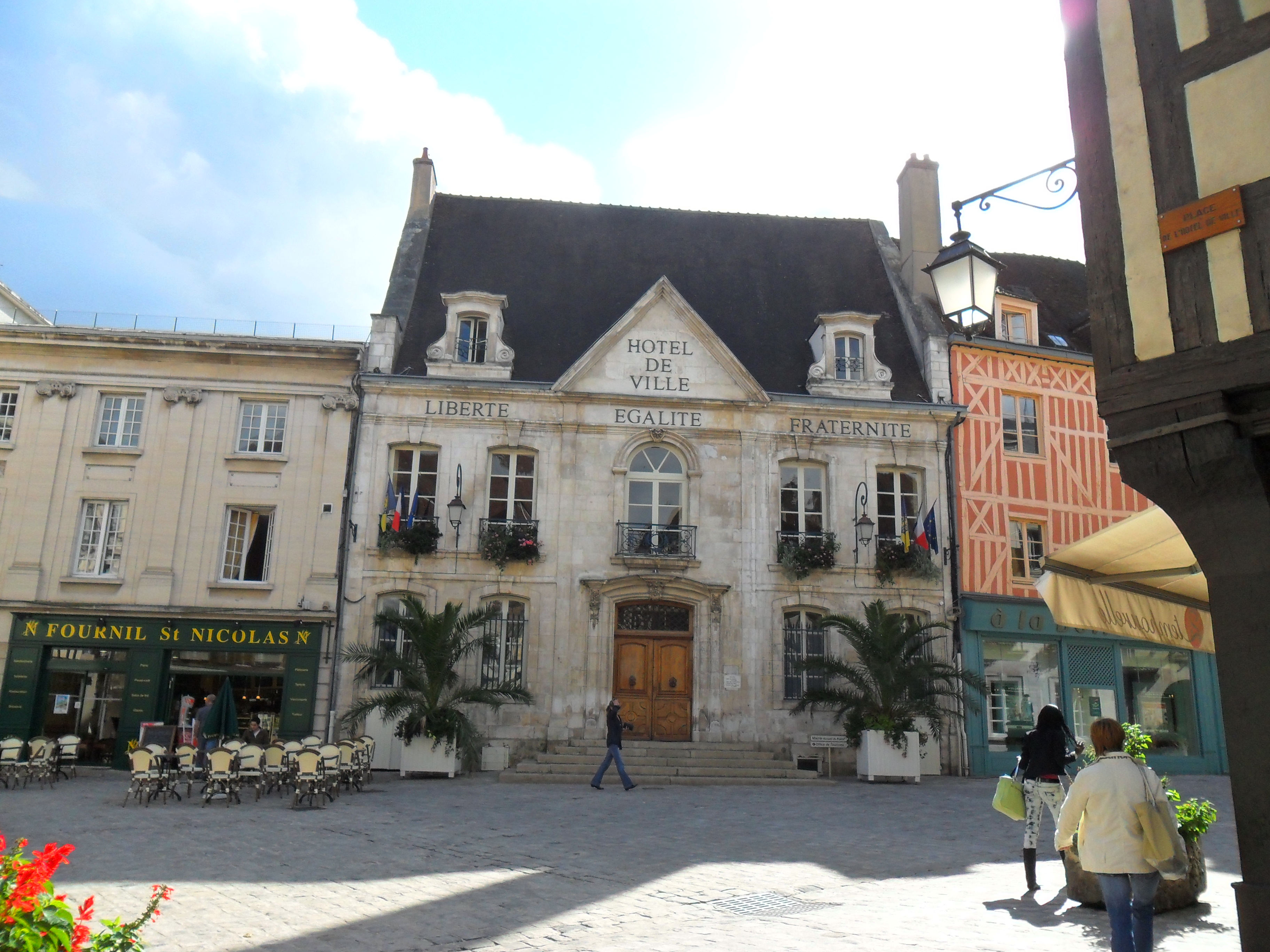
Rathaus von Auxerre

### Aufteilung der Verwaltung
Auxerre ist Sitz der Präfektur und damit Hauptstadt des Départements Yonne. Sie ist auch Hauptstadt des Arrondissements Auxerre.
Auxerre ist Mitglied und Verwaltungssitz der Communauté d’agglomération de l’Auxerrois deutsch etwa „Gemeindeverbund Auxerre“; der Verband umfasst 21 Gemeinden und wurde 2005 gegründet.
Auxerre umfasst auch den Wahlkreis des Departement Yonne, dessen Abgeordneter Guillaume Larrivé seit der Parlamentswahl in Frankreich 2012 ist.

### Städtische Verwaltung
Die Einwohnerzahl zufolge der letzten Zählung lag zwischen 30 000 und 39 999, demzufolge gibt es 39 Abgeordnete im Stadtrat.
Bei den Kommunalwahlen 2014 fielen an das Bündnis PS–Divers gauche («L’avenir en confiance») im zweiten Wahlgang 51,13 % der Stimmen. Das Bündnis der Opposition («Ensemble, construisons l’avenir d’Auxerre»), Union der Rechten (LR-UDI-DVD).

Auxerre wird als Stadt mit typischem französischem Wählerverhalten eingestuft. Diese Besonderheit hat der Stadt ein besonderes Interesse der Medien eingebracht, darunter besonders von France Inter und The New York Times.

### Rechtsprechung
Das Gerichtsgebäude hat weit über die Grenzen der Stadt Berühmtheit erlangt, denn hier wurden Kriminalfälle behandelt, die Frankreich bewegten: Die Verschwundenen an der Yonne um den Massenmörder Émile Louis; die Affäre Géraldine Giraud und Katia Lherbier; u. a.

### Städtepartnerschaften
Auxerre unterhält mehrere Städtepartnerschaften:
- Płock (Polen)
- Worms (Deutschland)
- Roscoff (Frankreich)
- Saint-Amarin (Frankreich)
- Greve in Chianti (Italien)
- Redditch (Vereinigtes Königreich)

## Einwohnerentwicklung
Entwicklung der Einwohnerzahl:
| Jahr | Einwohner | Zeitleiste |
| ---- | --------- | ---------- |
| 1851 | 14.166    |            |
| 1936 | 24.282    |            |
| 1954 | 26.583    |            |
| 1975 | 38.342    |            |
| 1982 | 38.767    |            |
| 1999 | 37.790    |            |
| 2006 | 37.419    |            |
| 2018 | 34.764    |            |

## Sehenswürdigkeiten

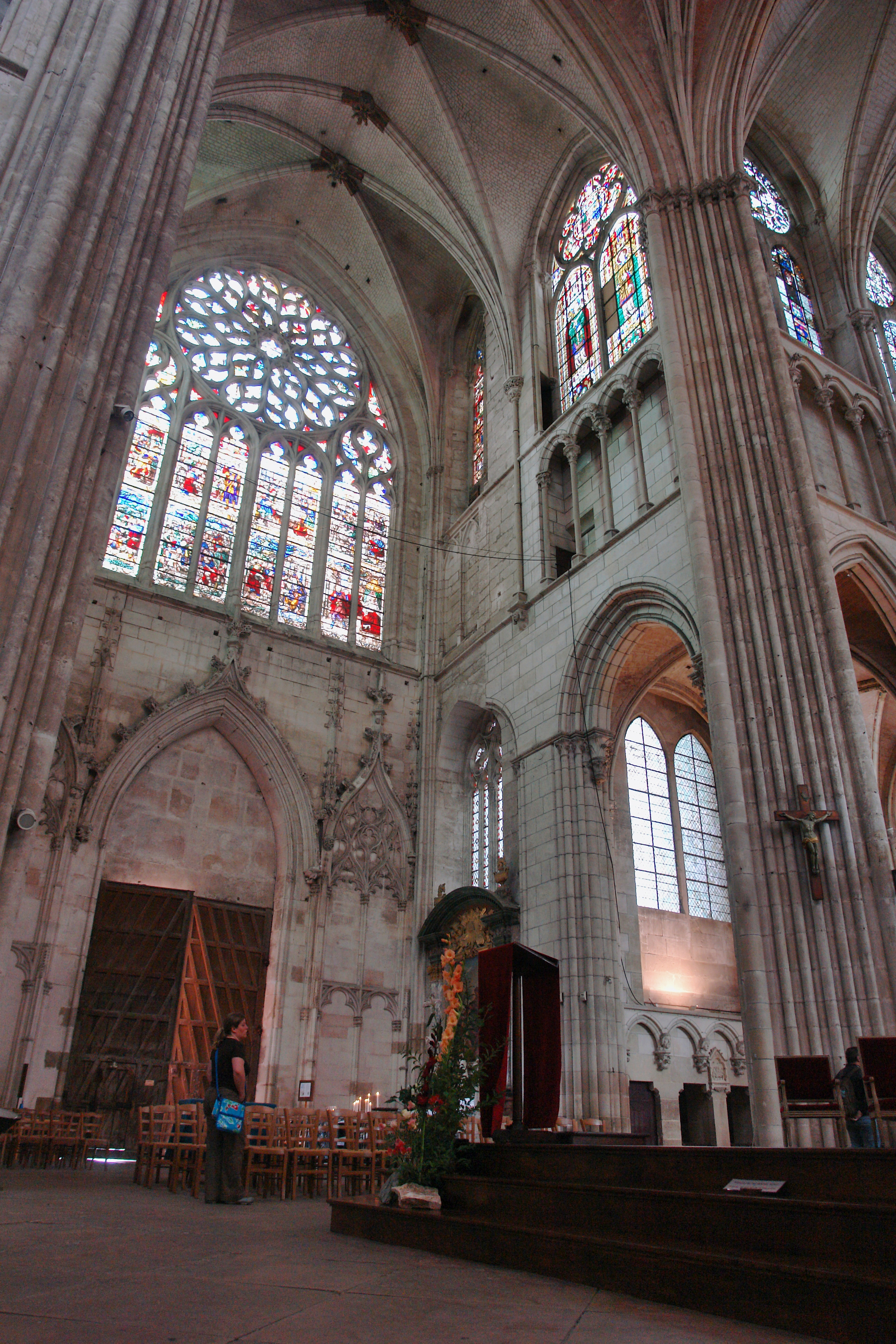
Saint-Étienne, Querhaus

Siehe auch: Liste der Monuments historiques in Auxerre
Altstadt
Auxerre besitzt eine riesige und malerische Altstadt mit verwinkelten Gassen und eindrucksvollen Fachwerkhäusern. In ihr befinden sich auch einige der nachfolgend erwähnten Kirchen und der Uhrturm (Tour de l’Horloge). Die Altstadt liegt westlich des Flusses Yonne und wird von der Rue du Pont, der Rue des Remparts, der Rue des Buttes und der Rue Saint-Germain begrenzt.
Kirchen
- Kathedrale Saint-Étienne: 1215 begonnen, in mehreren Bauphasen errichtet, Hauptwerk der burgundischen Gotik
- Saint-Germain d’Auxerre: die Abtei Saint-Germain d’Auxerre befindet sich im Norden des Stadtzentrums von Auxerre.
- Saint-Amatre: spätantike Krypta
- Saint-Clément: im Kern romanische Kapelle
- Saint-Eusèbe: 12. bis 16. Jahrhundert
- Saint-Martin-lès-Saint-Marien: 16. Jahrhundert
- Saint-Pélerin: 16. Jahrhundert über dem frühesten christlichen Kultplatz in Auxerre

## Grünanlagen

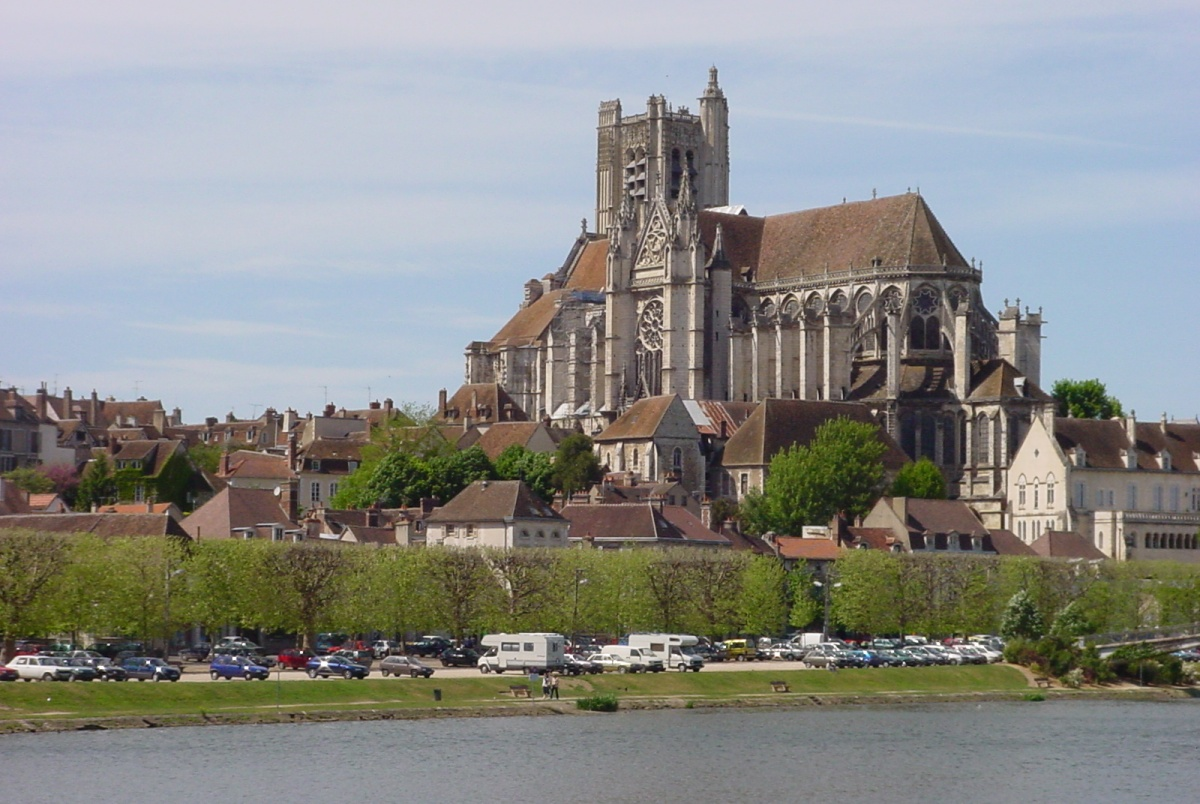
Sicht auf die Kathedrale am Ufer der Yonne

Auxerre ist beim Concours des villes et villages fleuris mit einem Grand Prix und 4 Blumen ausgezeichnet worden.
- Les jardins de l’abbaye Saint-Germain: Ehemals die Gärten der Abtei, ein Obst- und Gemüsegarten. Der Garten ist gleichzeitig der Eingang zum Museum.
- Les Promenades: Auf Druck der Auxerrois, die sich ärgerten, weil sie nicht in den Garten des Chevalier-de-l’Arquebuse durften, hat man den «grünen Boulevard» an der ehemaligen Festungsanlage des Stadtzentrums von Auxerre geschaffen. Gesäumt von Blumen, Rasen und Linden bieten die Promenaden auch einen Garten in französischem Stil an der Seite der Arquebuse.
- Jardin du Musée: Auf dem Gebiet des naturhistorischen Museum von Auxerre wurde ein exotischer Garten in französischem Stil angelegt. Der Garten liegt an der Peripherie zum Stadtzentrum und bietet den Besuchern zahlreichen Zeitvertreib und Ausstellungen.
- Parc des Maréchaux: Es ist ein Privatgarten nahe dem Museum, der den Namen von der Avenue Foch hat.
- Square Leblanc-Duvernoy: Der Platz liegt in der Stadtmitte und führt über einen grünen Korridor zum Steingutmuseum.
- Arboretum Darnus-Rantheaume: Das 3 ha große Areal des Arboretums liegt wenige Schritte vom Stadtzentrum entfernt
- Les Plaines de l’Yonne: Diese Promenade führt von der Île aux Plaisirs bis zum Messegelände (Auxerrexpo)
- Le chemin de Halage: Es handelt sich um einen ehemaligen Leinpfad. Der Weg führt an den Ufern von Yonne und dem Canal du Nivernais entlang und ist bei Freizeitsportlern, Spaziergängern und Radfahrern beliebt. Dem Weg kann man weitere 60 km folgen bis ins Département Nièvre.
- Parc de l’Arbre-Sec: Der Park «Zum trockenen Baum» ist die grüne Lunge der Stadt. Eine Platanenallee führt entlang der Yonne in das Areal, in dem es einen Spielplatz, 300 Bäume 52 unterschiedlicher Arten und 7500 Pflanzen gibt.[11]
- Le square de Roscoff: Der freie Platz auf dem ehemaligen Gelände eines Klosters grenzt an die Yonne. Auf dem rechten Flussufer gelegen, hat man von hier den schönsten Blick auf die Monumente von Auxerre. Die Veranstaltungen am Nationalfeiertag, dem 14. Juli, finden hier rund um den Yachthafen statt.

## Freizeit und Sport
- Freizeithafen: In Auxerre mündet der Canal du Nivernais in den Fluss Yonne und es gibt hier einen großen Freizeithafen am Fluss.
- Die Stadt ist Heimat des Fußballvereins AJ Auxerre.

## Persönlichkeiten
- Helperic von Auxerre, Benediktinermönch, Lehrer, Wissenschaftler und Theologe
- Germanus von Auxerre (378–448), Truppenbefehlshaber und Bischof
- Abbo von Auxerre († 860), Bischof und Heiliger
- Heiricus von Auxerre (841–875), Theologe des Benediktinerordens
- François-André Potel (1697–1783), Geistlicher, Lokalhistoriker und Autor
- Jacques-Germain Soufflot (1713–1780), Architekt
- Jean Baptiste Joseph Fourier (1768–1830), Mathematiker und Physiker
- Hippolyte Auger (1797–1881), Schriftsteller und Theaterdichter
- Edme Charles Philippe Lepère (1823–1885), Staatsmann
- Victor Chéri (1830–1882), Komponist und Dirigent
- Paul Bert (1833–1886), Physiologe und Politiker
- Louis-André Navarre (1836–1912), Geistlicher
- Octave Uzanne (1851–1931), Schriftsteller, Bibliophiler und Verleger kostbarer Bücher
- Eugénie Duchoiselle (1879–1966), französische Philanthropin
- Marie Noël (1883–1967), Dichterin und Schriftstellerin
- Marcel Petiot (1897–1946), Arzt und Serienmörder
- Étienne Wolff (1904–1996), Entwicklungsbiologe
- Jean Viale (1905–1960), Autorennfahrer
- Henri Alekan (1909–2001), Kameramann, drehte mit Regisseur Wim Wenders den 1987 erschienenen Film Der Himmel über Berlin, verstarb in Auxerre
- Jacques Berthier (1923–1994), Organist und Komponist
- Jean-Paul Rappeneau (* 1932), Regisseur und Drehbuchautor
- Jean-Pierre Soisson (1934–2024), Politiker der Linken
- Édouard Lantéri (1848–1917), französisch-britischer Bildhauer, Medailleur, Lehrer und Autor
- Bérengère Schuh (* 1984), Bogenschützin
- Esteban Lepaul (* 2000), Fußballspieler